# Jolanta Omilian
Jolanta Omilian, właściwie Jolanta Omiljanowicz-Quattrini – polska śpiewaczka operowa, sopran (soprano drammatico d'agilità).

## Edukacja
Absolwentka Państwowej Wyższej Szkoły Muzycznej w Warszawie, obecnie Uniwersytet Muzyczny Fryderyka Chopina (UMFC), w klasie prof. Magdaleny Halfter. W 2011 r. uzyskała stopień doktora sztuki muzycznej na UMFC, a w 2014 r. tamże stopień doktora habilitowanego w dyscyplinie wokalistyki. Doskonaliła technikę wokalną belcanto w Mediolanie z najwybitniejszym włoskim pedagogiem, muzykologiem i historykiem belcanto, maestro Rodolfo Cellettim.

## Kariera i osiągnięcia
Jeszcze jako studentka zadebiutowała w Teatrze Wielkim w Warszawie partią Violetty w operze Traviata Verdiego, a w sezonie 1979/80 tą samą partią na scenie słynnego Teatro La Fenice w Wenecji pod dyrekcją Bruna Bartolettiego i kierownictwem artystycznym wielkiego kompozytora Giana Carla Menottiego. Za interpretację tej roli zdobyła też I nagrodę i Złoty Medal na Międzynarodowym Konkursie Muzycznym w Belgradzie w 1975 r.
Od sezonu 1980 wielokrotnie odnosiła sukcesy na takich scenach operowych, jak m.in.: La Scala, La Fenice, Teatro dell’Opera di Roma, Arena di Verona, Teatro San Carlo di Napoli, Opera Wiedeńska, Opera Bonn, Opera Tokyo, Teatro Regio di Parma, Teatro Massimo Palermo, Teatro Filarmonico Verona, Opernhaus Basel, Opernhaus Zurich, Teatro Comunale Genova, Teatro Regio di Torino, Teatro Petruzelli Bari, Art Center Philadelphia, Opera Houston, Opera Dallas, Opera Palm Beach, Teatro Chiabrera Savona, Teatro Comunale Como, Opera Alessandria, Teatro Comunale Pisa, Teatro di Ferrara, Adria, Foggia, Piacenza, Opera di Treviso, Bergamo, Cremona, Brescia, Teatro Pergolesi di Jesi, Opera Lisboa, Teatro Opera Liceu Barcelona, Opera Las Palmas, Opera Santa Cruz de Tenerife, Opera Bilbao, Opera Santander, Opera Limoges, Opera Rouen, Daegu Opera House, Opera Leeds, Opera Graz, Opera Klagenfurt, Opera di Santo Domingo, Opera St. Gallen, Opera Rio de Janeiro i in.
Występowała na prestiżowych festiwalach, m.in.: Festival Arena di Verona, Sferisterio Macerata, Martina Franca, Benevento, Malalatestiana Fano, RAI Roma, Montpellier, Marseille, Paris Musique, York, Festival Budapest, czy Menotti Festival dei Due Mondi Spoleto-Charleston, Festival Internazionale Musica Sacra Virgo Lauretana..
W swoim repertuarze posiada ponad 60 głównych partii sopranowych, za interpretacje których otrzymała entuzjastyczne recenzje międzynarodowej prasy i krytyków oraz zachwyt publiczności. Wykonywała je w operach takich jak: Norma, La Traviata (Violetta), Aida, Łucja z Lammermoor, Trzy królowe Tudor – Maria Stuarda, Anna Bolena, Roberto Devereux (królowa Elżbieta I), Turandot, Uprowadzenie z seraju (Konstancja), Wesele Figara (Hrabina), Poławiacze pereł (Leila), Poliuto (Paulina), Nabucco (Abigaille), Gemma di Vergy, Cyrulik sewilski (Rozyna), Parisina, Lucrezia Borgia, Don Pasquale (Norina), Nieznajoma (Alaide), Rigoletto (Gilda), Attyla (Odabella), Lombardczycy (Giselda), Trubadur (Leonora), Luiza Miller, Moc przeznaczenia, Simon Boccanegra, Stiffelio (Lina), Bal Maskowy, Falstaff, Makbet (Lady Makbet), Don Giovanni (Donna Anna), Idomeneusz, król Krety (Elektra), Łaskawość Tytusa (Vitelia), Turek we Włoszech (Fiorilla), Tankred (Amenaida), Sroka złodziejka (Ninetta), Semiramide, Beatrice di Tenda, Il Pirata (Imogena), Werter (Zofia) Thais, Opowieści Hoffmanna (Olimpia, Giulietta, Antonia), Fidelio (Leonora), Il Giuramento (Elaisa), Adriano in Siria (Farnaspe), Le rencontre imprevue (Rezia), Ifigenia w Taurydzie, L’Ebreo, Pajace (Nedda), Francesca da Rimini, Alcesta, Medea (w dziełach Cherubiniego i Paciniego).
Występowała w licznych koncertach symfonicznych i oratoriach, m.in.: Requiem Verdiego i Mozarta; Ein Deutsches Requiem Brahmsa; IX Symfonia Beethovena; Te Deum Dvořáka; Stabat Mater i Mała msza uroczysta Rossiniego, Boccheriniego, Pergolesiego i Szymanowskiego; Wesendonck Lieder Wagnera; Vier Letze Lieder Straussa; Les nuits d’été Berlioza oraz w dziełach Bacha, Händla, Haydna, Scarlattiego, Traetty, Leo, Mozarta.
Wyróżniona prestiżową nagrodą Złotego Orfeusza (1995 rok) przyznaną przez włoskich krytyków muzycznych.
Znany kompozytor Antonio Braga skomponował specjalnie dla niej i jej zadedykował główną partię sopranową Królowej Anacaony w operze 1492 Epopea lirica d’America. Brała też udział w prawykonaniu i nagraniu pełnej wersji orkiestrowej Pieśni Muezina szalonego Szymanowskiego dla Audytorium Radio Televisione Italiana w Mediolanie.
Pracowała z takimi wybitnymi dyrygentami, jak m.in.: Janos Acs, Roberto Abbado, Bruno Bartoletti, M. de Bernardt, Richard Bonynge, Angelo Campori, José Collado, Alberto Erede, Franco Ferraris, Carlo Franci, Romano Gandolfi, Ettore Gracis, Anton Guadagno, Alain Guingal, Henry Lewis, Carl Steward Kellog, Jan Latham-Koenig, Gustav Kuhn, Fabio Luisi, Peter Maag, K. Martin, Gianfranco Masini, Carl Melles, John Matheson, Marcello Panni, John Neschling, Zoltán Peskó, Baldo Podic, M. Pradella, Nicola Rescigno, F. Siciliani, Hubert Soudant, Vjekoslav Šutej, Wojciech Michniewski, Krzysztof Missona, Karol Teutsch, Antoni Wicherek, Antoni Wit, Alberto Zedda,
Jej partnerami scenicznymi byli śpiewacy i śpiewaczki tej miary co np.: Marilyn Horne, Éva Marton, Barbara Hendricks, Carmen Gonzales, Kathleen Kuhlmann, Leo Nucci, Cesare Siepi, Renato Bruson, Alfredo Kraus, Giorgio Zanccanaro, Enzo Dara, Mario Rinaudo, Bonaldo Giaiotti, Samuel Ramey, Richard Stilwell, Piero Cappuccilli, Antonio Salvadori, Silvano Carroli, Rolando Panerai, Nikoła Gjuzelew, Paolo Coni, Luigi de Corato, Luigi Alva, Rockwell Blake, Ernesto Palacio, Ottavio Garaventa, Renzo Casellato, Nunzio Todisco, Marco Berti, Piero Visconti, Dalmatio Gonzales, Dino Di Domenico, Nicola Martinucci, Vincenzo La Scola, Gianfranco Cecchele, Giuseppe Giaccomini, José Cura i in.
W latach 2010–2016 prowadziła klasę śpiewu operowego na Uniwersytecie Muzycznym Fryderyka Chopina w Warszawie. Uczestniczyła również w projekcie Chopin Keimyung University w Daegu (Korea Płd.). Jurorka polskich i międzynarodowych konkursów wokalnych i master classses m.in. w Seulu, Busan, Katowicach, Busku-Zdroju, Dusznikach-Zdroju, ze szczególnym uwzględnieniem techniki wokalnej i stylu wykonawczego oper włoskiego belcanto.
Autorka książki Kunszt wokalny i ekspresja interpretacyjna (wyd. Fundacja Promocji Sztuki Współczesnej, 2013, ISBN 978-83-60468-19-7).
Włada językami: włoskim, niemieckim, angielskim, hiszpańskim, francuskim i rosyjskim.

## Życie prywatne
Pochodzi z rodziny o bogatych tradycjach kulturowych i zasługach dla kultury polskiej. Dziadek Bogumił Ligocki, rotmistrz, był powstańcem wielkopolskim, legionistą i Strzelcem Wielkopolskim, zaś przodkiem ze strony matki był Jan Czeczot, poeta romantyczny, filomata i przyjaciel Adama Mickiewicza, do którego wierszy muzykę tworzył Stanisław Moniuszko (np. słynna pieśń Prząśniczka, od 1998 oficjalny hejnał Łodzi, czy Kozak).

## Dyskografia
Nagrania studio i live
Opera:
- A. Braga, 1492 Epopea lirica d’America (Anacaona) – Bongiovanni, BON 5036
- V. Bellini, La Straniera (Alaide), Teatro Comunale di Treviso – House of Opera
- V. Bellini, Norma (Norma), Opera Municipal Rio de Janeiro, Teatro Como – House of Opera
- G. Bizet, Pecheurs de perles (Leila) Dallas – House of Opera
- G. Donizetti, Lucia di Lammermoor, Opera di Santa Cruz de Tenerife – House of Opera
- G. Donizetti, Parisina (Parisina), Opernhaus Basel – House of Opera
- G. Donizetti, Roberto Devereux (Elisabetta I), Festival Martina Franca/Opera di Roma – House of Opera
- S. Mercadante, Il Giuramento (Elaisa), Festival Martina Franca, Teatro Petruzzelli Bari – Fonit Cetra
- J. Offenbach, Les Contes d’Hoffmann (Giulietta), Teatro Regio di Parma – Hardy Classic, HARDY 4012 DVD
- G. Pacini, Medea, Opera Festival di Savona – Arkadia, Bongiovanni
- G. Pergolesi, Adriano in Siria (Principe Farnaspe), RAI Napoli – Bongiovanni, BON 2078 80
- G. Rossini, Il Barbiere di Siviglia (Rosina), Teatro Regio Parma – House of Opera
- G. Rossini, Semiramide (Semiramide), Teatro San Carlo Napoli – House of Opera
- G. Rossini, Turco in Italia (Fiorilla), Teatro La Fenice – House of Opera
- T. Traetta, Iphigenia in Tauride (Ifigenia), Festival Martina Franca – House of Opera
- G. Verdi, Attila (Odabella), Festival Martina Franca, Teatro San Carlo Napoli – House of Opera
- G. Verdi, Nabucco (Abigaille), Arena di Verona – House of Opera
- G. Verdi, Simon Boccanegra (Amelia), Opera di Roma – House of Opera
- G. Verdi, Traviata (Violetta), La Fenice di Venezia, Santa Cruz de Tenerife – House of Opera

Oratoria:
- J. Myslivecek, Abramo ed Isacco (Angelo) Festival Schwetzingen-Monachium – Teldec Telefunken Decca
- P. Raimondi, Giudizio universale, BON 2438

Recital:
- Recital Arie di Bellini, Bongiovanni